# Риу д’Авене, Арканж Луи
Арка́нж Луи́ Риу́ д’Авене́ (фр. Archange Louis Rioult d’Avenay; 1768—1809) — французский военный деятель, бригадный генерал (1807 год), барон (1809 год), участник революционных и наполеоновских войн.

## Биография
Начал службу 1 февраля 1785 года в звании младшего лейтенанта в Королевском Нормандском полку. С началом Революционных войн очень быстро дослужился до звания полковника, 10 ноября 1793 года стал командиром 18-го кавалерийского полка. В 1795 году был временно отстранён от службы, а затем, 10 июня 1796 года, был восстановлен в должности командира 16-го кавалерийского полка. 12 сентября 1797 года был вновь снят с должности, и до 24 февраля 1805 года оставался без служебного назначения, когда возглавил 6-й кирасирский полк. В кампанию 1805 года сражался в Италии, а с ноября 1806 года его полк стал частью 3-й дивизии тяжёлой кавалерии генерала Эспаня. Был ранен в сражении при Гейльсберге. 25 июня 1807 года произведён в бригадные генералы.
В 1808 году отправился в Испанию, участвовал в сражении при Сомо-Сьерре и во взятии Мадрида.
Весной 1809 года переведён в Итальянскую армию Богарне. Командовал бригадой конных егерей (8-й и 25-й полки) в дивизии Саюка. Был тяжело ранен пулей в бедро в битве на Пьяве 8 мая 1809 года, и умер от полученного ранения 1 июня в Тревизо.

## Воинские звания
- Младший лейтенант (1 февраля 1785 года);
- Лейтенант (15 сентября 1791 года);
- Капитан (14 ноября 1792 года);
- Командир эскадрона (16 сентября 1793 года);
- Полковник (10 ноября 1793 года);
- Бригадный генерал (25 июня 1807 года).

## Титулы
- Барон Риу д’Авене и Империи (фр. baron Rioult d’Avenay et de l'Empire; декрет от 19 марта 1808 года, патент подтверждён 15 января 1809 года)[1].

## Награды
Легионер ордена Почётного легиона (14 марта 1806 года)
 Офицер ордена Почётного легиона (4 октября 1808 года)